# Sutonocrea reducta
Sutonocrea reducta là một loài bướm đêm thuộc phân họ Arctiinae, họ Erebidae.